# Atomosia echemon
Atomosia echemon là một loài ruồi trong họ Asilidae. Atomosia echemon được Walker miêu tả năm 1849. Loài này phân bố ở vùng Tân Bắc giới.